# Baci sotto zero
Baci sotto zero (Fifty Roads to Town) è un film del 1937 diretto da Norman Taurog.
È una commedia statunitense con Jane Darwell, Slim Summerville, Ann Sothern e Don Ameche. È basato sul romanzo del 1936 Fifty Roads to Town di Louis Frederick Nebel.

## Produzione
Il film, diretto da Norman Taurog su una sceneggiatura di William M. Conselman e George Marion Jr. con il soggetto di Frederick Nebel, fu prodotto da Raymond Griffith per la Twentieth Century Fox Film Corporation e girato nei 20th Century Fox Studios a Century City, Los Angeles, in California Il titolo di lavorazione fu 50 Roads Back.

## Colonna sonora
- Never in a Million Years - parole di Mack Gordon, musica di Harry Revel

## Distribuzione
Il film fu distribuito con il titolo Fifty Roads to Town negli Stati Uniti nel 1937 al cinema dalla Twentieth Century Fox Film Corporation.
Altre distribuzioni:
- negli Stati Uniti il 4 giugno 1937
- in Francia il 16 giugno 1937 (Week-end mouvementé)
- in Danimarca il 13 giugno 1938 (Gangster eller?)
- in Brasile (Cupido ao Volante)
- in Italia (Baci sotto zero)